# Armel Traoré
Armel Traoré (Créteil; 23 de enero de 2003) es un baloncestista francés que pertenece a la plantilla del LA Lakers de la NBA. Con 2,03 metros de estatura, juega en la posición de alero.

## Trayectoria deportiva

### Primeros años
En 2018 ingresó en el Centre Fédéral de Basket-ball, un club formativo de la Federación Francesa de Baloncesto. Primero jugó con el equipo cadete antes de jugar a tiempo completo con el equipo junior en NM1, la tercera división del país. Durante la última temporada, fue líder de su equipo en anotación (15,4 puntos), por delante de Ousmane Dieng y Victor Wembanyama.

### Profesional
El 7 de julio de 2021 firmó contrato con el AS Monaco de la LNB Pro A, la primera división francesa. Disputó once partidos, en los que apenas contó con minutos de juego, siendo cedido a comienzos de 2022 al ALM Évreux de la Pro B, donde acabó la temporada promediando 5,9 puntos y 5,3 rebotes por partido.
El 26 de julio de 2022 firmó con el Metropolitans 92 de la LNB Pro A. Llegó a ser subcampeón de liga a las órdenes de Vincent Collet, promediando 6,1 puntos y 3,3 rebotes por encuentro.
El 23 de junio de 2023 firmó con el ADA Blois de la LNB Pro A, donde promedió 10,8 puntos, 7,3 rebotes y 1,5 asistencias en 25,5 minutos después de jugar 33 partidos.
Tras no ser seleccionado en el draft de la NBA de 2024, Traoré firmó un contrato dual con Los Angeles Lakers y su filial de la G League, los South Bay Lakers, el 5 de julio.

## Estadísticas de su carrera en la NBA

### Temporada regular
| Año     | Equipo      | PJ | PT | MPP | %TC  | %3P  | %TL  | RPP | APP | ROB | TPP | PPP |
| ------- | ----------- | -- | -- | --- | ---- | ---- | ---- | --- | --- | --- | --- | --- |
| 2024-25 | L.A. Lakers | 9  | 0  | 7.4 | .316 | .000 | .286 | 1.7 | .1  | .4  | .2  | 1.6 |
| Total   | Total       | 9  | 0  | 7.4 | .316 | .000 | .286 | 1.7 | .1  | .4  | .2  | 1.6 |